# Eppe-Sauvage
Eppe-Sauvage is een gemeente in het Franse Noorderdepartement (regio Hauts-de-France) en telt 237 inwoners (2004). De plaats maakt deel uit van het arrondissement Avesnes-sur-Helpe.

## Geografie
De oppervlakte van Eppe-Sauvage bedraagt 16,3 km², de bevolkingsdichtheid is 14,5 inwoners per km².
De onderstaande kaart toont de ligging van Eppe-Sauvage met de belangrijkste infrastructuur en aangrenzende gemeenten.

## Demografie
Onderstaande figuur toont het verloop van het inwonertal (bron: INSEE-tellingen).